# Neogovea kartabo
Espèce
Synonymes
- Siro kartabo Davis, 1937

Neogovea kartabo est une espèce d'opilions cyphophthalmes de la famille des Neogoveidae.

## Distribution
Cette espèce est endémique du Guyana. Elle se rencontre au Cuyuni-Mazaruni vers Kartabo.

## Description
Le mâle décrit par Shear en 1977 mesure 2,87 mm et la femelle 3,00 mm.

## Systématique et taxinomie
Cette espèce a été décrite sous le protonyme Siro kartabo par Davis en 1937. Elle est placée dans le genre Sirula par Goodnight et Goodnight en 1942 puis dans le genre Neogovea par Hoffman en 1963.

## Étymologie
Son nom d'espèce lui a été donné en référence au lieu de sa découverte, Kartabo.

## Publication originale
- Davis, 1937 : « A cyphophthalmid from South America. (Arachnida, Phalangida). » Journal of the New York Entomological Society, vol. 45, no 1, p. 133–137.